# Rêves prémonitoires
Rêves prémonitoires est le 11e épisode de la saison 1 de la série télévisée Angel.

## Synopsis
Depuis quelque temps, Angel fait des cauchemars dans lesquels il assassine des gens. Il apprend par Kate Lockley, qui enquête sur cette affaire, que des victimes sont retrouvées avec des morsures et une croix chrétienne tracée sur la joue gauche. Wesley soupçonne Angel car le modus operandi est le même que celui d'Angelus quand il semait la terreur au XVIIIe siècle. Angel reconnaît qu'il pourrait commettre ces meurtres lors de crises de somnambulisme et demande à Wesley et Cordelia de l'attacher pour la nuit. Mais un nouveau crime est commis tandis qu'Angel rêve de Penn, un vampire qu'il a créé et formé, et comprend que c'est lui le tueur. Angel fournit à Kate un portrait-robot de Penn et un indice sur l'endroit où sera commis le prochain meurtre. Kate est méfiante car elle s'interroge sur l'origine de ces informations mais elle suit néanmoins ses indications et son équipe surprend Penn la nuit suivante. Kate tire sur Penn, qui révèle alors son visage vampirique et l'agresse. Angel intervient et attaque Penn, à la surprise de celui-ci qui pensait que son créateur était toujours maléfique et qui s'enfuit.
Kate fait des recherches sur les vampires, apprend l'histoire d'Angelus, et menace Angel de lui planter un pieu dans le cœur à leur prochaine rencontre. Penn prépare un piège à l'intention de Kate pendant qu'Angel et Wesley trouvent son repaire et ce qui paraît être sa prochaine cible, un bus scolaire. C'est en fait un leurre car Penn capture Kate et l'entraîne dans les égouts où il compte l'engendrer. Mais Angel, connaissant bien Penn, avait prévu cela et l'attendait. Un combat éclate entre les deux vampires et Penn semble avoir le dessus quand Kate les transperce tous les deux avec un épieu. Elle touche Angel à l'abdomen et Penn au cœur, tuant ce dernier. Elle dit à Angel que c'était volontaire mais, sachant désormais qu'il est un vampire, leurs relations sont sérieusement altérées.

## Production
Tim Minear a écrit le scénario de l'épisode en prenant sa base, un vampire créé par Angel commet des meurtres en reprenant ses méthodes, dans une série d'idées que Joss Whedon et David Greenwalt avaient lancées lors de la première réunion de l'équipe de scénaristes. Minear a d'abord écrit le scénario avec le personnage de Doyle et a dû le revoir en profondeur pour remplacer son personnage par celui de Wesley. Le point central de l'épisode est pour Minear la découverte faite par Kate qu'Angel est un vampire, ce qu'elle n'accepte pas et qui modifie profondément leurs relations.